# 卡滕多夫
卡滕多夫（德語：Kattendorf）是德国石勒苏益格－荷尔斯泰因州的一个市镇。总面积9.84平方公里，总人口855人，其中男性435人，女性420人（2011年12月31日），人口密度87人/平方公里。